# Amt Eidertal
Das Amt Eidertal ist ein Amt im Kreis Rendsburg-Eckernförde in Schleswig-Holstein mit Sitz in Flintbek. Das Amt entstand zum 1. Juni 2023 aus den Ämtern Flintbek und Molfsee.

## Mitgliedsgemeinden
1. Blumenthal
2. Böhnhusen
3. Flintbek
4. Mielkendorf
5. Molfsee
6. Rodenbek
7. Rumohr
8. Schierensee
9. Schönhorst
10. Techelsdorf

## Geschichte
Bereits 2006 hatte die Gemeinde Rumohr einen Umamtungsantrag vom Amt Molfsee in das Amt Flintbek gestellt, weil die Gemeinde nicht mit der Arbeit des Amtes zufrieden war. Dieser Antrag wurde damals zwar wieder zurückgezogen, die Unzufriedenheit blieb jedoch. Im Dezember 2021 stellte die Gemeinde einen erneuten Antrag, der von der Gemeinde Schierensee unterstützt wurde.
Die Gemeinden des Amtes Flintbek standen dem Vorhaben positiv gegenüber, die Reaktionen aus Molfsee, Mielkendorf, Blumenthal und Rodenbek waren negativ.

## Leitung
Am 7. Juli 2023 wurde Thomas Langmaack aus Rumohr zum Amtsvorsteher gewählt. Seit dem 1. August 2025 wird die Behörde hauptamtlich durch Dennys Bornhöft als Amtsdirektor geleitet.